# Јерменски језик
Јерменски језик (јерм. Հայերեն լեզու) је језик Јермена. Припада индоевропској породици језика; садржи много елемената позајмљених од суседних језика, нарочито персијског, грчког и сиријског. Од осталих индоевропских језика разликује се не само посебношћу својих облика, него и гласовним системом, који је преузет од суседник кавкаских језика. Старојерменски и даље живи само као језик цркве. Јерменским језиком говори око шест милиона људи.
Заједно са индоиранским, балтословенским, албанским и трачким језицима припада сатемској групи индоевропских језика.